# السی ویداوسون
السی ویداوسون (انگلیسی: Elsie Widdowson؛ زاده ۲۱ اکتبر ۱۹۰۶ درگذشته ۱۴ ژوئن ۲۰۰۰) رژیم شناس و متخصص تغذیه اهل بریتانیا بود.